# نيد برايس
نيد برايس هو مستشار سياسي أمريكي ومتحدث باسم وزارة الخارجية الامريكية، ولد في 22 نوفمبر 1982 في دالاس في الولايات المتحدة.